# Monomorfizam
U kontekstu apstraktne algebre ili univerzalne algebre, monomorfizam je injektivni homomorfizam. Monomorfizam iz X u Y često se označava s notacijom X ↪ Y
U općenitijim kontekstu teorije kategorija, monomorfizam (koji se također naziva monički morfizam ili mono ) je lijevo-pokratni morfizam. Odnosno, strelica f : X → Y takva da za sve objekte Z i sve morfizme g1, g2: Z → X, 
{\displaystyle f\circ g_{1}=f\circ g_{2}\implies g_{1}=g_{2}.}
Monomorfizmi su kategorična generalizacija injektivnih funkcija; u nekim se kategorijama pojmovi podudaraju, ali monomorfizmi su općenitiji, kao u donjim primjerima. 
Kategorički dual monomorfizma je epimorfizam, tj. Monomorfizam u kategoriji C je epimorfizam u dualnoj kategoriji C op. Svaka je sekcija monomorfizam, a svaka retrakcija epimorfizam. 

## Relacija prema invertibilnosti
Lijevo-invertibilni morfizmi su nužno monični: ako je l lijevi inverzni za f (znači l je morfizam i {\displaystyle l\circ f=\operatorname {id} _{X}} ), tada je f moničko, kao 
{\displaystyle f\circ g_{1}=f\circ g_{2}\Rightarrow l\circ f\circ g_{1}=l\circ f\circ g_{2}\Rightarrow g_{1}=g_{2}.}
Lijevo invertibilni morfizam naziva se sekcija. 
Međutim, monomorfizam ne mora biti lijevo-invertibilan. Na primjer, u kategoriji Grupa svih grupa i grupnih homomorfizama među njima, ako je H podgrupa od G, tada je inkluzija f : H → G uvijek monomorfizam; ali f ima lijevi inverz u kategoriji ako i samo ako H ima normalan komplement u G.
Morfizam f : X → Y je moničan ako i samo ako je inducirana karta f∗ : Hom(Z, X) → Hom(Z, Y), definirano f∗(h) = f ∘ h za sve morfizme h : Z → X, injektivan je za sve objekte Z.

## Primjeri
Svaki morfizam u konkretnoj kategoriji čija je temeljna funkcija injektivna je monomorfizam; drugim riječima, ako su morfizmi zapravo funkcije između skupova, tada će svaki morfizam koji je injektivna funkcija nužno biti monomorfizam u kategoričkom smislu. U kategoriji skupova vrijedi i obrnuto, tako da su monomorfizmi upravo injektivni morfizmi. Obrnuto vrijedi i u većini prirodno stvorenih kategorija algebri zbog postojanja slobodnog objekta na jednom generatoru. Osobito je točno u kategorijama svih skupina, svih prstenova i u bilo kojoj abelovskoj kategoriji. 
Međutim, općenito nije istina da svi monomorfizmi moraju biti injektivni u drugim kategorijama; to jest, postoje konteksti u kojima su morfizmi funkcije između skupova, ali može postojati i funkcija koja nije injektivna, a ipak je monomorfizam u kategoričkom smislu. Na primjer, u kategoriji Div djeljivih (abelovskih) skupina i grupnih homomorfizama između njih postoje monomorfizmi koji nisu injektivni: razmotrite, primjerice, kvocijentnu presliku q : Q → Q/Z, gdje je Q racionali sa zbrojem, Z cijeli brojevi (također se smatraju grupom koja se dodaje), a Q / Z je odgovarajuća kvocijentna skupina. Ovo nije injektivna karta, kao što je na primjer, svaki cijeli broj mapiran na 0. Ipak, riječ je o monomorfizmu u ovoj kategoriji. To proizlazi iz implikacije q ∘ h = 0 ⇒ h = 0, što ćemo sada dokazati. Ako h : G → Q, gdje je G neka djeljiva skupina, a q ∘ h = 0, tada je h(x) ∈ Z, ∀ x ∈ G Sada popravite nešto x ∈ G Bez gubitka općenitosti, možemo pretpostaviti da je h(x) ≥ 0 (u suprotnom odaberite umjesto - x ). Onda, ostavljajući n = h(x) + 1, jer je G djeljiva skupina, postoji neki y ∈ G takav da je x = ny, pa je h(x) = n h(y). Iz ovoga i 0 ≤ h(x) < h(x) + 1 = n proizlazi da 
{\displaystyle 0\leq {\frac {h(x)}{h(x)+1}}=h(y)<1}
Budući da je h(y) ∈ Z, slijedi da je h(y) = 0, a time i h(x) = 0 = h(−x), ∀ x ∈ G Ovo kaže da je h = 0, po želji. 
Da krenemo od te implikacije na činjenicu da je q monomorfizam, pretpostavimo da je q ∘ f = q ∘ g za neke morfizme f, g : G → Q, gdje je G neka djeljiva skupina. Tada je q ∘ (f − g) = 0, gdje je (f − g) : x ↦ f(x) − g(x). (Budući da je (f − g)(0) = 0, i (f − g)(x + y) = (f − g)(x) + (f − g)(y), slijedi da je (f − g) ∈ Hom(G, Q) ). Iz tek dokazane implikacije, q ∘ (f − g) = 0 ⇒ f − g = 0 ⇔ ∀ x ∈ G, f(x) = g(x) ⇔ f = g. Stoga je q monomorfizam, kao što je tvrđeno. 

## Svojstva
- U toposu je svaki mono izjednačivač, a svaka mapa koja je i monična i epska je izomorfizam.
- Svaki izomorfizam je moničan.

## Povezani pojmovi
Tu su i korisni pojmovi redovitog monomorfizma, ekstremnog monomorfizma, neposrednog monomorfizma, jakog monomorfizma i podijeljenog monomorfizma. 
- Za monomorfizam se kaže da je regularan ako je izjednačivač nekog para paralelnih morfizama.
- Monomorfizam {\displaystyle \mu } kaže se da je ekstremna [1] ako je u svakom predstavljanju {\displaystyle \mu =\varphi \circ \varepsilon }, gdje {\displaystyle \varepsilon } je epimorfizam, morfizam {\displaystyle \varepsilon } automatski je izomorfizam.
- Monomorfizam {\displaystyle \mu } kaže se da je neposredan ako u svakoj reprezentaciji {\displaystyle \mu =\mu '\circ \varepsilon }, gdje {\displaystyle \mu '} je monomorfizam i {\displaystyle \varepsilon } je epimorfizam, morfizam {\displaystyle \varepsilon } automatski je izomorfizam.
- Monomorfizam {\displaystyle \mu :C\to D} kaže se da je jak [1] [2] ako za bilo koji epimorfizam {\displaystyle \varepsilon :A\to B} i bilo koji morfizam {\displaystyle \alpha :A\to C} i {\displaystyle \beta :B\to D} takav da {\displaystyle \beta \circ \varepsilon =\mu \circ \alpha }, postoji morfizam {\displaystyle \delta :B\to C} takav da {\displaystyle \delta \circ \varepsilon =\alpha } i {\displaystyle \mu \circ \delta =\beta },
- Monomorfizam {\displaystyle \mu } kaže se da se razdioba ako postoji morfizam {\displaystyle \varepsilon } takav da {\displaystyle \varepsilon \circ \mu =1} (u ovom slučaju {\displaystyle \varepsilon } naziva se lijevo-inverznim za {\displaystyle \mu } ).

## Terminologija
Popratne pojmove monomorfizam i epimorfizam izvorno je uveo Nicolas Bourbaki ; Bourbaki koristi monomorfizam kao skraćenicu za injektivnu funkciju. Rani kategorički teoristi vjerovali su da je pravilno generaliziranje injektivnosti u kontekst kategorija prethodno poništeno svojstvo otkazivanja. Iako to nije sasvim točno za moničke karte, vrlo je blizu, tako da je to stvorilo malo problema, za razliku od slučaja epimorfizma. Saunders Mac Lane pokušao je napraviti razliku između onoga što je nazvao monomorfizmi, a to su karte u konkretnoj kategoriji čije su temeljne mape skupa injektivne, i monične karte, koje su monomorfizmi u kategoričkom smislu te riječi. Ova razlika nikada nije došla u opću upotrebu. 
Drugi naziv za monomorfizam je ekstenzija, iako je i ova druga upotreba.